# Maria Magdalena Łubieńska
Maria Magdalena Łubieńska (ur. 1833 r., zm. 1920 r.) – polska malarka amatorka, twórczyni obrazów olejnych, akwareli i rysunków.

## Życiorys
Urodziła się w 1833 r. jako córka właściciela ziemskiego Henryka Łubieńskiego i Ireny z Potockich, odebrała wykształcenie domowe. W 1855 została żoną stryjecznego brata ziemianina Pawła Łubieńskiego i miała z nim pięcioro dzieci. Tworzyła obrazy akwarelowe i olejne, a także rysowała. Niektóre z jej prac były zamieszczane na łamach warszawskiej prasy i na wystawach w Towarzystwie Zachęty Sztuk Pięknych w Warszawie. Zmuszona przez problemy materialne założyła w 1867 roku Szkołę Rysunku i Malarstwa, czynną przynajmniej do 1910 roku. Jej szkoła zasłynęła głównie z wyrobu witraży, które często montowano w kościołach neogotyckich na obszarze Królestwa Polskiego, ale też w innych zaborach i w głębi Rosji. Zmarła w 1920 r.